# کرایتون
کرایتون (انگلیسی: Kraton) شرکت صنایع شیمیایی آمریکایی است، که در سال ۲۰۰۱ توسط شرکت نفت شل تأسیس شد.